# Versuchskaninchen (Raumschiff Enterprise – Das nächste Jahrhundert)
Versuchskaninchen (Originaltitel: Allegiance) ist die 18. Folge der dritten Staffel der US-amerikanischen Science-Fiction-Fernsehserie Raumschiff Enterprise – Das nächste Jahrhundert. Sie wurde in den Vereinigten Staaten über Syndication vermarktet und erstmals am 26. März 1990 auf verschiedenen Fernsehsendern ausgestrahlt. In Deutschland war sie zum ersten Mal am 20. November 1992 in einer synchronisierten Fassung im ZDF zu sehen.

## Handlung
Im Jahr 2366 bei Sternzeit 43714.1 hat die Enterprise eine Mission zur Bekämpfung einer Seuche auf dem Planeten Cor Caroli V erfolgreich abgeschlossen. Captain Picard ruht sich in seinem Quartier aus, als plötzlich über ihm eine mysteriöse Sonde auftaucht und ihn an einen unbekannten Ort teleportiert. Er findet sich zusammen mit dem Mizarianer Kova Tholl und der bolianischen Sternenflotten-Kadettin Mitena Haro in einer Zelle wieder. Die beiden befinden sich schon seit einigen Tagen hier, geben aber an, genauso wenig über ihre Entführer zu wissen wie Picard. Diese versorgen ihre Gefangenen mit Nahrung, haben bisher aber keinen direkten Kontakt aufgenommen. Da sich in der Zelle vier Betten befinden, vermutet Picard, dass noch eine weitere Person eintreffen wird. Picard sucht nach einem Weg, aus der Zelle zu entkommen. Tholl erklärt, er habe bereits versucht, das Türschloss zu knacken, und wurde dafür mit einem sehr schmerzhaften Energiestrahl bestraft.
Auf der Brücke der Enterprise wird ein Energieanstieg im Quartier des Captains bemerkt. Als Sicherheitschef Worf nach dem Rechten sehen will, findet er dort scheinbar den Captain vor, der ihm versichert, dass alles in Ordnung sei. Es dauert jedoch nicht lang, bis Picards Doppelgänger die Besatzung durch ein recht merkwürdiges Verhalten irritiert. Er sagt ein geplantes Treffen mit der USS Hood ohne Begründung ab, um stattdessen im Schneckentempo zu einem bereits ausführlich erforschten Pulsar zu fliegen. Er bittet Chefingenieur La Forge um eine minimale Effizienzsteigerung des Warp-Antriebs und lässt sich von seinem ersten Offizier Riker und Counselor Troi mehrfach versichern, dass die Mannschaft hinter ihm steht.
In der Zelle erscheint nun Esoqq. Er gehört dem Volk der Chalnoth an und ist von Natur aus aggressiv und anarchistisch eingestellt. Picard kann Esoqq überzeugen, dass er und die Anderen nicht seine Feinde sind. Es ergibt sich allerdings ein weiteres Problem: Die bereitgestellte Nahrung ist für Esoqq ungeeignet und ohne Nahrung kann er nur drei Tage überleben. Damit hat die Gruppe einen weiteren Grund, möglichst schnell zu entkommen. Picard, Haro und Esoqq wagen gemeinsam einen erneuten Versuch, das Türschloss zu knacken, während Tholl einen möglichst großen Abstand hält und sich nicht beteiligt. Wie von ihm befürchtet, werden auch die Anderen von einem Energiestrahl getroffen. Daraufhin wächst das gegenseitige Misstrauen unter den Gefangenen und sie fangen an zu glauben, dass einer von ihnen zu ihren Entführern gehört oder mit ihnen zusammenarbeitet. Als Picard verdächtigt wird, will Haro ihn verteidigen und zählt einige seiner früheren Verdienste auf, darunter seinen Einsatz auf dem Planeten Mintaka III. Picard ergänzt die jüngste Mission auf Cor Caroli V und Haro bestätigt auch diese.
Picards Doppelgänger verhält sich währenddessen weiterhin ungewöhnlich. Er sucht Schiffsärztin Beverly Crusher vorzeitig zu einer Routineuntersuchung auf, vor der er sich normalerweise immer drückt. Anschließend lädt er sie zu einem Essen in seinem Quartier ein und der Abend nimmt eine unerwartet romantische Wendung. Später lässt er die Geschwindigkeit der Enterprise noch weiter verlangsamen. Daraufhin begibt er sich in die Bar „Zehn Vorne“, gibt für alle Anwesenden eine Runde Bier aus und stimmt ein Lied an. Den Führungsoffizieren kommt sein Verhalten inzwischen so merkwürdig vor, dass sie ihren Captain nicht wiedererkennen und ein geheimes Treffen abhalten. Sie überlegen, ob sie ihn des Kommandos entheben sollen, doch dazu fehlt bisher ein konkreter Anlass. Als das Schiff schließlich den Pulsar erreicht, lässt Picards Doppelgänger es gefährlich nahe an ihn heransteuern. Wegen der Strahlung des Sterns ergibt sich ein erhebliches Risiko für die Gesundheit der Besatzung, doch erst als unmittelbare Lebensgefahr droht, übernimmt Riker das Kommando und lässt abdrehen.
In der Zelle glaubt Picard, das Motiv der Entführer durchschaut zu haben: Sie wollen testen, wie die Gefangenen auf Autorität reagieren. Tholl neigt zur Kooperation, Esoqq zum Widerstand, Picard ist es als Captain gewohnt, Befehle zu erteilen, und Haro als Kadettin ist es gewohnt, zu gehorchen. Zudem ist er sich sicher, wer ihr Entführer ist: Es ist Mitena Haro, die sich durch ihre Äußerungen verraten hat. Picard fand es bereits erstaunlich, dass eine Kadettin über die Ereignisse auf Mintaka III Bescheid wissen sollte. Daher testete er sie mit der Erwähnung von Cor Caroli V. Hiervon konnte sie unmöglich wissen, denn dieser Einsatz ist von der Sternenflotte zur Geheimsache erklärt worden. Haro spaltet sich nach dieser Enthüllung in drei außerirdische Wesen auf, die alle Vermutungen Picards bestätigen. Da das Experiment nun gescheitert ist, bringen sie die Gefangenen zurück an ihren Ursprungsort. Zwei Außerirdische begleiten Picard auf die Enterprise und lassen seinen Doppelgänger verschwinden. Da sie keinerlei Unrecht darin erkennen, fühlende Wesen für ihre Experimente zu entführen, weist Picard seine Besatzung mittels Handzeichen an, die Außerirdischen in einem Kraftfeld einzusperren, was diese in große Panik versetzt. Picard droht ihnen schwerwiegende Konsequenzen an, falls sie weiterhin Lebewesen entführen sollten. Schließlich lässt er sie frei und sie verschwinden.

## Verbindungen zu anderen Star-Trek-Produktionen
In Versuchskaninchen wird Bezug auf die Ereignisse aus Folge 3.04 (Der Gott der Mintakaner) von Raumschiff Enterprise – Das nächste Jahrhundert genommen, die ebenfalls von Richard Manning und Hans Beimler geschrieben wurde.
Einige Elemente aus dieser Folge wurden in späteren Star-Trek-Produktionen wieder aufgegriffen:
- Die Mizarianer und die Chalnoth haben hier ihren ersten Auftritt. Die Mizarianer waren später noch als Statisten in zwei weiteren Folgen von Raumschiff Enterprise – Das nächste Jahrhundert und im Spielfilm Star Trek: Treffen der Generationen von 1994 sowie in einer kleineren Nebenrolle in Folge 2.05 (Die Doopler-Verwirrung) der animierten Serie Star Trek: Lower Decks von 2021 zu sehen. Die Chalnoth hatten noch einen Auftritt in Folge 4.04 (Etwas Geliehenes, etwas Grünes) von Star Trek: Lower Decks.
- Der Planet Cor Caroli V ist in Folge 1.02 (Karten und Legenden) von Star Trek: Picard aus dem Jahr 2020 auf einer Sternenkarte eingezeichnet.
- Die namenlosen Außerirdischen sind in Folge 2.05 (Die Doopler-Verwirrung) von Star Trek: Lower Decks noch einmal auf einem Bild zu sehen.

## Produktion

### Drehbuch
Die Episode entstand einerseits aus der Notwendigkeit, eine preisgünstige Geschichte zu erzählen, nachdem Die alte Enterprise sehr teuer geworden war, und andererseits aus dem Wunsch, die Charakterentwicklung von Picard voranzutreiben.

### Maske und Kostüme
In dieser Folge ist erstmals eine Kadettenuniform der Sternenflotte in der Variante des späten 24. Jahrhunderts zu sehen.
Die Bolianer sind in zahlreichen Folgen mehrerer Star-Trek-Serien zu sehen und werden fast immer kahlköpfig dargestellt. Mitena Haro ist eine von lediglich drei Angehörigen dieses Volks, die einen behaarten Kopf aufweisen.
Der deutsche Schauspieler Reiner Schöne spielte die Rolle des Esoqq, war jedoch hinter der Maske nicht zu erkennen.
Esoqqs Kleidung wurde ab 1993 in modifizierter Form in der Serie Star Trek: Deep Space Nine als Kleidung der Nebenfigur Morn wiederverwendet.

### Musik
Picards Doppelgänger singt in dieser Folge das Lied Heart of Oak, den offiziellen Marsch der Royal Navy.

## Rezeption
Die Folge wurde 1990 für einen Primetime Emmy Award in der Kategorie „Beste Leistung im Make-up für eine Serie“ nominiert.
Keith DeCandido bewertete Versuchskaninchen 2012 auf tor.com als eine mittelmäßige Folge von Raumschiff Enterprise – Das nächste Jahrhundert. Den Handlungsstrang um den gefangenen Picard fand er äußerst gelungen, den um seinen Doppelgänger hingegen schwach und vorhersehbar.

## Parodien und Anspielungen
1995 wurde die Folge in Rahmen des Fandub-Projekts Sinnlos im Weltraum parodistisch neu auf Deutsch synchronisiert.